# Johann Wilhelm Holle
Johann Wilhelm Holle (* 3. Dezember 1802 in Bayreuth; † 16. September 1862) war ein deutscher Lehrer, Heimatforscher für oberfränkische Geschichte und Gründungsredakteur des Archivs für Geschichte und Alterthumskunde von Oberfranken, der Jahresschrift des Historischen Vereins für Oberfranken.

## Leben
Johann Wilhelm Holle wuchs in Bayreuth auf. Sein Vater Johann Friedrich Holle stammte aus Norddeutschland und war königlich-bayerischer Zollbeamter, seine Mutter eine geborene Och aus Hutschdorf. Johann Wilhelm Holle war mit einer Pfarrerstochter, geborene Haberstrumpf, verheiratet. Aus der Ehe gingen vier Söhne und vier Töchter hervor.
Holle besuchte das Gymnasium Christian-Ernestinum seiner Heimatstadt. Später studierte er philosophische Wissenschaften mit Schwerpunkt Philologie und Geschichte in München. 1823 wurde er als Lehramtsassistent am Bayreuther Gymnasium angestellt, wo er 1825 zum Studienlehrer befördert wurde und bis 1858 unterrichtete. Aus Krankheitsgründen wurde er in diesem Jahr in den Ruhestand versetzt und widmete sich seitdem noch intensiver der mittelalterlichen Geschichte von Oberfranken. Dazu gehören zahlreiche Publikationen, darunter 1833 eine Chronik zur Stadtgeschichte von Bayreuth. In der renommierten Jahresschrift des Historischen Vereins für Oberfranken entwickelte er eine rege Publikationstätigkeit von Fachaufsätzen und war mit der Redaktion betraut. Für die Königlich Bayerische Studienanstalt in Bayreuth, so der damalige Name des dortigen Gymnasiums, verwaltete er Stiftungsgelder, die für Stipendien eingesetzt wurden.
Schwerpunkt seiner Arbeit war u. a. die Stadtgeschichte von Bayreuth. Er setzte sich mit der Geschichte früher hochadeliger Familien im heutigen oberfränkischen Raum auseinander, außerdem mit der späterer Adelsgeschlechter und verschiedener Kulmbacher, Bayreuther und Ansbacher Markgrafen.

## Bibliografie
Chronologische Abfolge der Publikationen im Archiv für Geschichte und Alterthumskunde von Oberfranken (1840–1862): 

Vereinsgründer Erhardt Christian von Hagen, verfasste 1864 einen Nekrolog auf Johann Wilhelm Holle

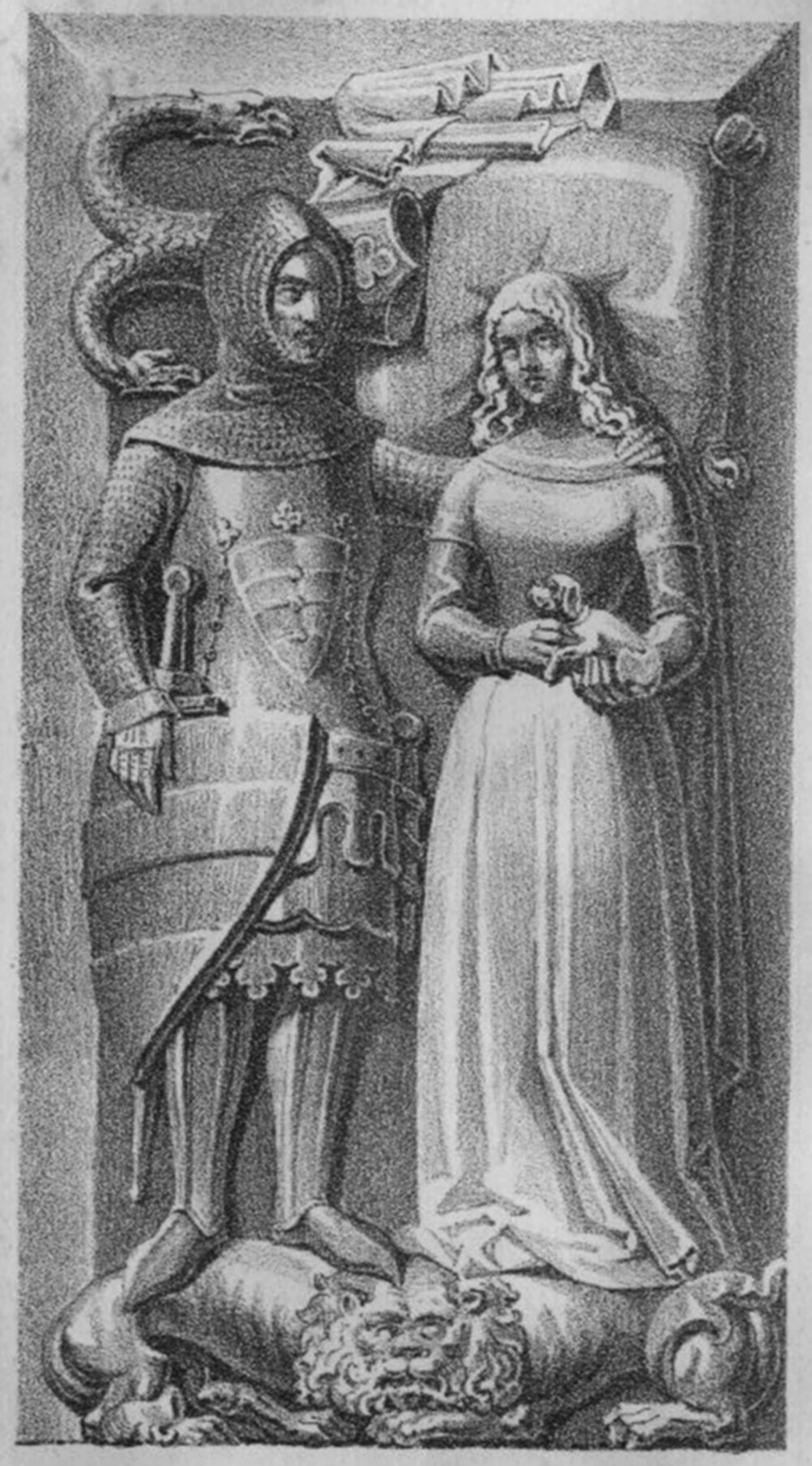
Illustration des Aufsatzes von 1858, Grabmal des Friedrich von Truhendingen und Agnes, Burggräfin von Nürnberg

- Geschichte der Belagerung der Veste Plassenburg vom 27. November 1553 bis 22. Juni 1554. 1. Band, 2. Heft. Bayreuth 1840. S. 28–69.
- Bemerkungen zur älteren Geschichte Oberfrankens, insbesondere des vormaligen Fürstentums Bayreuth. 1. Band, 2. Heft. Bayreuth 1840. S. 70–99.
- Das Geschlecht der Walpoten in Oberfranken. 1. Band, 3. Heft. Bayreuth 1841. S. 1–16.
- Die brandenburgischen Lehen in Österreich. 1. Band, 3. Heft. Bayreuth 1841. S. 17–22.
- Die Slaven in Oberfranken. 2. Band, 1. Heft. Bayreuth 1842. S. 1–33.
- Der Osterbrunnen bei Wallenbrunn. 2. Band, 2. Heft. Bayreuth 1843. S. 110–118.
- Chronologische Übersicht über die Geschichte des vormaligen Fürstentums Bayreuth. 2. Band, 2. Heft. Bayreuth 1843.
- Neue Beiträge zur Geschichte der Walpoten in Oberfranken. 2. Band, 3. Heft. Bayreuth 1844. S. 107–125.
- Älteste Nachrichten von der Pfarrei Birk. 3. Band, 1. Heft. Bayreuth 1845. S. 24–39.
- Brandenburgische Hausverträge. 3. Band, 1. Heft. Bayreuth 1845. S. 52–100.
- Über die Ursprünge der Stadt Bayreuth. 3. Band, 2. Heft. Bayreuth 1846. S. 25–46.
- Die politische Verfassung des Fürstentums Bayreuth unter Markgraf Friedrich (1735-1763). 3. Band, 3. Heft. Bayreuth 1847. S. 109–120.
- Das Fürstentum Bayreuth im Dreißigjährigen Kriege (...). Teil 1: 4. Band, 1. Heft. Bayreuth 1848. S. 1–96. Teil 2: 4. Band, 2. Heft. Bayreuth 1849. S. 1–76. Teil 3: 4. Band, 3. Heft. Bayreuth 1850. S. 1–116.
- Friedrich Christian, der letzte Markgraf von Bayreuth. Nach gleichzeitigen handschriftlichen Quellen dargestellt. 5. Band, 2. Heft. Bayreuth 1852. S. 1–54.
- Urkundliche Geschichte des alten Adelsgeschlechtes der Freiherren von Künsberg (...). 5. Band, 3. Heft. Bayreuth 1853. S. 1–62.
- Georg Friedrich Karl, Markgraf von Bayreuth 1726-1735. Nach gleichzeitigen handschriftlichen Quellen dargestellt. 6. Band, 2. Heft. Bayreuth 1855. S. 27–64.
- Georg Wilhelm, Markgraf von Bayreuth 1712-1726. Nach gleichzeitigen handschriftlichen Quellen dargestellt. 6. Band, 3. Heft. Bayreuth 1856. S. 1–44.
- Georg Friedrich, Markgraf von Ansbach und Bayreuth 1557-1603. Nach handschriftlichen Quellen dargestellt. 7. Band, 1. Heft. Bayreuth 1857. S. 1–28.
- Vom Tod des letzten Herzogs von Meran. 7. Band, 1. Heft. Bayreuth 1857. S. 44–49.
- Beiträge zur Geschichte der Grafen von Truhendingen in Oberfranken. 7. Band, 2. Heft. Bayreuth 1858. S. 53–68.
- Über die verschiedenen Familiennamen der oberfränkischen Adeligen in einem Geschlecht. 7. Band, 2. Heft. Bayreuth 1858. S. 69–74.
- Zur Geschichte der Grafen von Andechs und Herzoge von Meran. 7. Band, 2. Heft. Bayreuth 1858. S. 75–83.
- Die Grafen von Orlamünde zu Blassenberg. 7. Band, 3. Heft. Bayreuth 1859. S. 1–14.
- Die Stadt Bayreuth in ihrer ältesten Gestalt. 7. Band, 3. Heft. Bayreuth 1859. S. 15–21.
- Der Hl. Antonius am Chor der Stadtkirche zu Bayreuth. 8. Band, 1. Heft. Bayreuth 1860. S. 1–5.
- Die Abtretung des Fürstentums Bayreuth an die Krone von Bayern. 8. Band, 1. Heft. Bayreuth 1860. S. 94–96.
- Krohnemann der Goldmacher. 8. Band, 2. Heft. Bayreuth 1861. S. 47–54.
- Die Streitigkeiten der Markgrafen von Bayreuth mit der Reichsritterschaft über die Reichsunmittelbarkeit. 8. Band, 2. Heft. Bayreuth 1861. S. 55–95.
- Über Wilhelm von Giech. 8. Band, 3. Heft. Bayreuth 1862. S. 41–48.

Weitere Veröffentlichungen:
- Die neu entdeckte Kochshöhle oder die Höhlenkönigin im königl. Landgerichte Hollfeld-Waischfeld. Bayerische Annalen, Nr. 26. 1833. S. 197–198. (Schrift zur Entdeckung der Sophienhöhle)
- Geschichte der Belagerung der Veste Plassenburg und der Stadt Kulmbach im bundesständischen Krieg 1553. In: Archiv für Geschichte und Alterthumskunde des Ober-Main-Kreises. 2. Band, 3. Heft. Bayreuth 1836. S. 119–131.
- Geschichte der Stadt Bayreuth von den ältesten Zeiten bis 1792. Seligsberg 1901.